# Matěj Ondřej Kondel
Matěj Ondřej Kondel (29. ledna 1686 Kaznějov – 10. srpna 1749 Nebřeziny) byl český polír a stavitel.

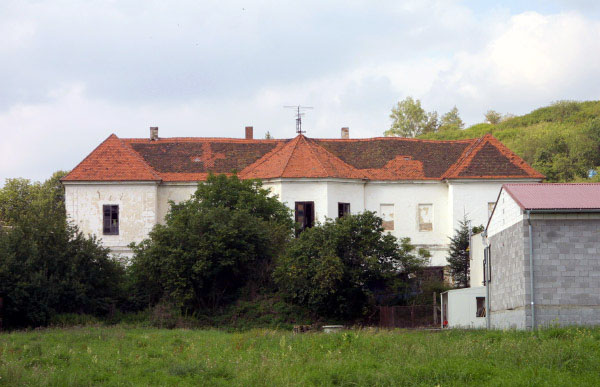
Kondelův dům v Nebřezinách

## Životopis
Narodil se jako čtvrté dítě rychtáři Janu Kondelovi, kterého podle statku nazývali Kučera, a jeho manželce Kateřině. V matrice byl zapsán jako Matěj Kučera. Do pětatřiceti let jeho života je známo pouze málo informací, které lze vyčíst z matriky a pozemkových knich. Z listin lze zjistit výčet zásluh o plaský klášter a panství. Dne 16. prosince 1720 byl propuštěn z poddanství a dostal do trvalého užívání pozemek v Nebřezinách, kde si v roce 1723 postavil vlastní panský dům. Český historik a památkář Jan Herain upozornil, že záznamy v knize měšťanů z plzeňského archivu dokazují jeho přijetí do místní měšťanské společnosti.
Není známo jak získal své teoretické vědomosti a znalosti. Dobovými listinami je připomínán při budování kanalizace a kladení dřevěných pilotů při výstavbě konventu. Pracovat na stavbách mohl přibližně od roku 1705. V Plasku doznívala stavební činnost, která vycházela z modernizace velkostatku za opata Ondřeje Trojera. V roce 1703 byl dokončen nový býkovský dvůr a probíhala výstavbě fary v Kralovicích (1703–1707). Předělem ve stavební činnosti kláštera byl rok 1710. Po dostavbě dvorů v Plasech a Sechuticích byl vysvěcen kostel svatého Michala v Oboře. Od roce 1711 začala rozsáhlá stavba konventu kláštera. V témže roce byla také k prelatuře přistavěna část ambitu s centrální kaplí. Během tohoto období získával zkušenosti. Snad pracoval jako zedník a polír. Vypracoval se na stavbyvedoucího a posléze na stavitele. Autorem projektu nejen konventu byl Jan Blažej Santini-Aichel a Matěj Ondřej Kondel měl schopnosti učit se „od mistra“ jak lze poznat z jeho dalších realizovaných staveb jako byla kaple svatého Jana Nepomuckého v Druztové nebo přestavba kostela svatého Jiří v Plzni. S architektem Janem Blažejem Santinim-Aichel pracoval také na stavbě kaple v Mladoticích (1708–1710).
Matěj Ondřej Kondel se oženil 12. října 1723 s Marií Barborou Gullarthovou a do roku 1742 přivedli na svět celkem jedenáct dětí. Mezi kmotry byl vždy některý z plzeňských měšťanů a také malíř a pražský měšťan Jakub Pink.
Když koncem roku 1723, když zemřel Jan Blažej Santini-Aichel, vedl rozestavěné stavby a podle již dříve vypracovaných Santiniho projektů začal se stavbou nových. Přestavoval průčelí a věž kostela svatého Mikuláše v Kozojedech. Stavba byla dokončena v roce 1727. V roce 1725 vedl stavbu kaple svatého Antonína v Nadrybech. Roku 1730 dokončil stavbu zájezdního hostince v Potvorově. Barokní hospodářský dvůr Hubenov stavěl do roku 1734. Kolem roku 1735 dokončil přestavbu dvoru v Rohách.
Poté zahájil vlastní projekční činnost, která byla silně ovlivněna Santiniho architekturou. Snad první jeho „autorskou stavbou“ byla ohradní zeď s portály kostela svatého Mikuláše v Kozojedech. V roce 1743 si koupil měšťanství v Plzni, ale bydlel stále v Nebřezinách. V Plzni realizoval opravu kostela svatého Jiří v Doubravce, stavbu kaple svatého Jana Nepomuckého ve Druztové a kapli U Ježíška pod Mikulášským hřbitovem.
Zemřel v roce 1749 v Nebřezinech. Jeho stavební působení – pracoval na všech stavebních pracích kláštera, je potvrzeno do konce čtyřicátých let 18. století. V jeho práci pokračoval nejstarší syn Eugen Dominik Kondel, který se vypracoval také na známého stavitele. 

### Stavby
- fara čp. 158, Kralovice (1703)
- hospodářský dvůr Býkov (1703–1705)
- konvent plaského kláštera, Plasy (1711–1740)
- kostel a proboštství Mariánská Týnice (1711–1764)
- přestavba kostela svatého Mikuláše, Kozojedy (1727)
- přestavba farního kostela svatého Prokopa, Všehrdy (1730–1732)
- hospodářský dvůr, Lednice
- pravděpodobně konvent chotěšovského kláštera (1736–1756)
- přestavba kostela svatého Jiří, Plzeň (před 1739)
- přestavba kostela svatého Jiří, Kostelec (1741–1744)
- kaplička svatého Pelegrina, Habrová (1745)
- kaple svatého Jana Nepomuckého, Druztová, (1745)
- přestavba kostela U Ježíška, Plzeň (1746)
- panská hospoda Na Dyškánce čp. 12, Hadačka (1756)[3]